# Reżim polityczny
Reżim polityczny – ogół metod, którymi posługuje się władza państwowa w stosunkach z ludnością, a także zasady, jakimi się ona kieruje w tych stosunkach. 
Stanowi istotny element składowy formy państwa. W jego skład wchodzą też metody działania partii politycznych, ich stosunki z władzą państwową, zasady funkcjonowania innych ważnych organizacji społecznych.
Biorąc pod uwagę stosunki władzy państwowej i społeczeństwa w procesie rządzenia wyróżnia się trzy zasadnicze reżimy: 
- reżim demokratyczny,
- reżim autorytarny,
- reżim totalitarny[2].

Współczesna nauka polityczna wyróżnia niekiedy pośredni pomiędzy demokratycznym a autorytarnym, reżim anokratyczny.
W politologii pojęcie reżimu politycznego nie jest wartościujące, służy jedynie określeniu zasad, reguł gry politycznej i zależności pomiędzy podmiotami polityki. Czasem jest utożsamiane z systemem politycznym. W istocie obejmuje ono wszystkie instrumenty regulujące stosunki w państwie.